# 小萬湖

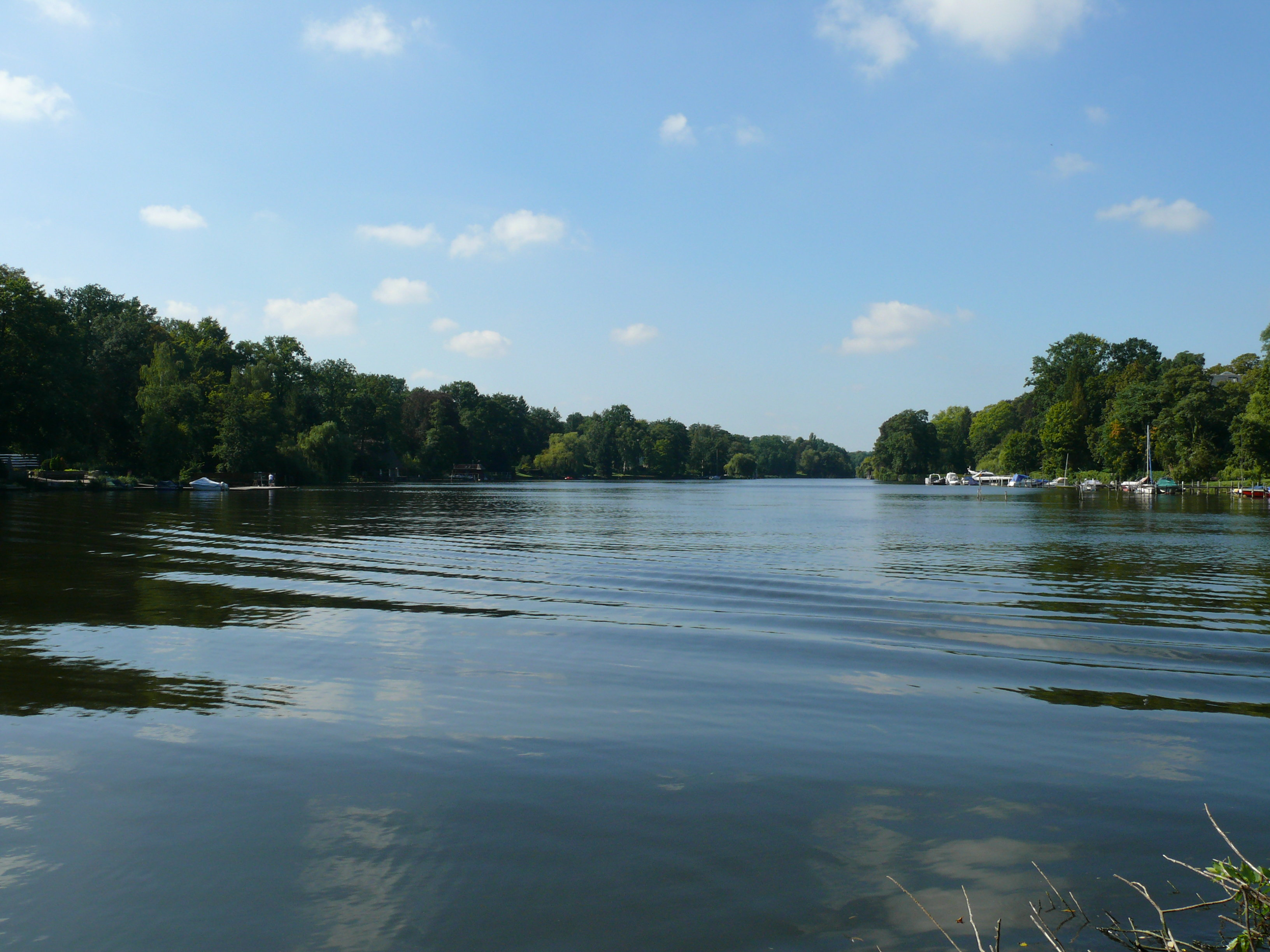

52°25′0″N 13°10′0″E / 52.41667°N 13.16667°E
小萬湖（德語：Kleiner Wannsee），是德國的湖泊，位於該國首都柏林，由施泰格利茨-采倫多夫行政區負責管轄，長1.4公里、寬0.2公里，面積0.2平方公里，最大水深4米。